# Turnul Pielarilor din Sibiu
Turnul Pielarilor din Sibiu (în germană Ledererturm sau Marienturm, „Turnul Mariei”) este un turn construit în secolul al XV-lea în orașul Sibiu. Făcea partea din cea de-a patra centură de fortificații a orașului. Se află la intersecția străzilor Zidului, Pulberăriei și N.A.Rimski-Korsakov.

## Istoric
Cercetările arheologice au scos la iveală faptul că aici, inițial, a fost doar un zid de apărare, turnul fiind construit ulterior anului 1457, anul construirii celei de-a patra centuri de fortificații a orașului. Zidul a fost ridicat pe locul unde curgea un braț al râului Cibin, mai târziu transformat în mlaștină, care a fost asanat și umplut cu resturi menajere. Fundația din piatră a turnului este extrem de groasă, 4 m. Au mai fost descoperite urme de arsură, turnul fiind incendiat de câteva ori, o groapă cu var din perioada construirii fortificațiilor și urmele zidului de la culoarul de acces în turn.
Turnul a explodat de trei ori, prima datǎ în 31 martie 1556 în timpul unui incendiu ce a afectat o mare parte din oraș și în timpul Marelui incendiu din 7 septembrie 1570, pulberea depozitată aici luând foc. A mai explodat la 28 august 1638, posibil din cauza unui trăznet de aceastǎ datǎ. A fost refăcut cu ajutorul principelui Ștefan Báthory, dându-i-se aspectul actual.

## Arhitectură
Turnul Pielarilor din Sibiu are formă octogonală și este construit pe patru nivele, dintre care ultimul ieșit în afară, cu un acoperiș de formă piramidală. Aici au fost realizate pentru prima dată ambrazuri largi pentru tunuri. Fiecare latură a turnului are guri de păcură și goluri de tragere pentru artileria ușoară, mai numeroase pe latura exterioară. Acoperișul are un steag de vânt din metal se pare apărut recent,după jumatatea secolului 19.